# Sluis Veere
Sluis Veere is een schutsluis met puntdeuren tussen het Veerse Meer en het Kanaal door Walcheren in de gemeente Veere, CEMT-klasse Va.

## Kenmerken
De sluis heeft twee kolken, een kleine en een grote. De grote kolk is 110,5 m lang, met een doorvaarbreedte van 20 m, de  schutlengte is 135 m. De sluisdrempel is op NAP −6,5 m. De kleine sluis is 46 m lang, en is tussen de hoofden 8,2 m breed en heeft een kolk met een breedte van 17 m, de schutlengte komt daarmee op 59,4 m. Bij deze sluis is de diepte van de drempel NAP −3,8 m.
De sluis wordt op afstand bediend vanuit Sluis Vlissingen en is per marifoon aan te roepen op VHF-kanaal 18. Er wordt geen brug- of sluisgeld geheven.
Over het sluiscomplex en de sluisdeuren lopen paden waarvan voetgangers, (brom)fietsers gebruik kunnen maken. Met dien verstande dat er over de sluisdeuren alleen gelopen mag worden. De paden zijn ook in gebruik voor wandel- of fietsroutes.

## Geschiedenis
In 1865 werd het besluit genomen voor de aanleg van het Kanaal door Walcheren. Van Vlissingen tot Middelburg werd een nieuw kanaal gegraven en vanaf Middelburg werd het oude havenkanaal, aangelegd in 1817, naar het Veerse Gat over een lengte van vier kilometer verbreed. Op verzoek van Veere werd het oude traject niet helemaal gevolgd, het werd deels in noordelijke richting verlegd en kwam daarmee langs Veere te liggen. Met de bouw van de sluizen in Veere werd in februari 1868 begonnen. Het noordelijke deel van het kanaal kwam het eerst gereed en op 9 september 1872 kon de vaart tussen Veere en Middelburg beginnen.

## Galerij

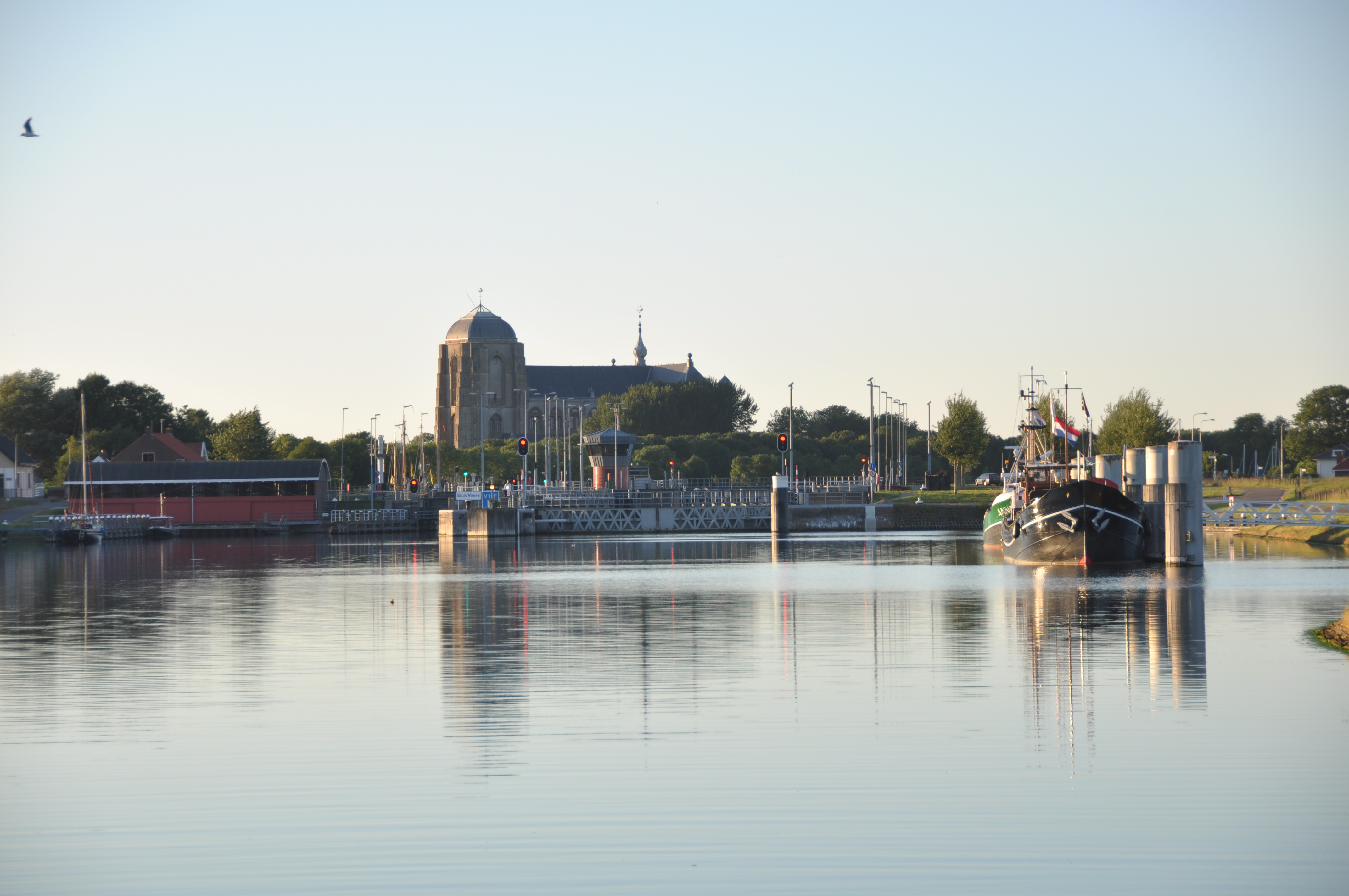
Binnenkant met de Grote kerk op de achtergrond
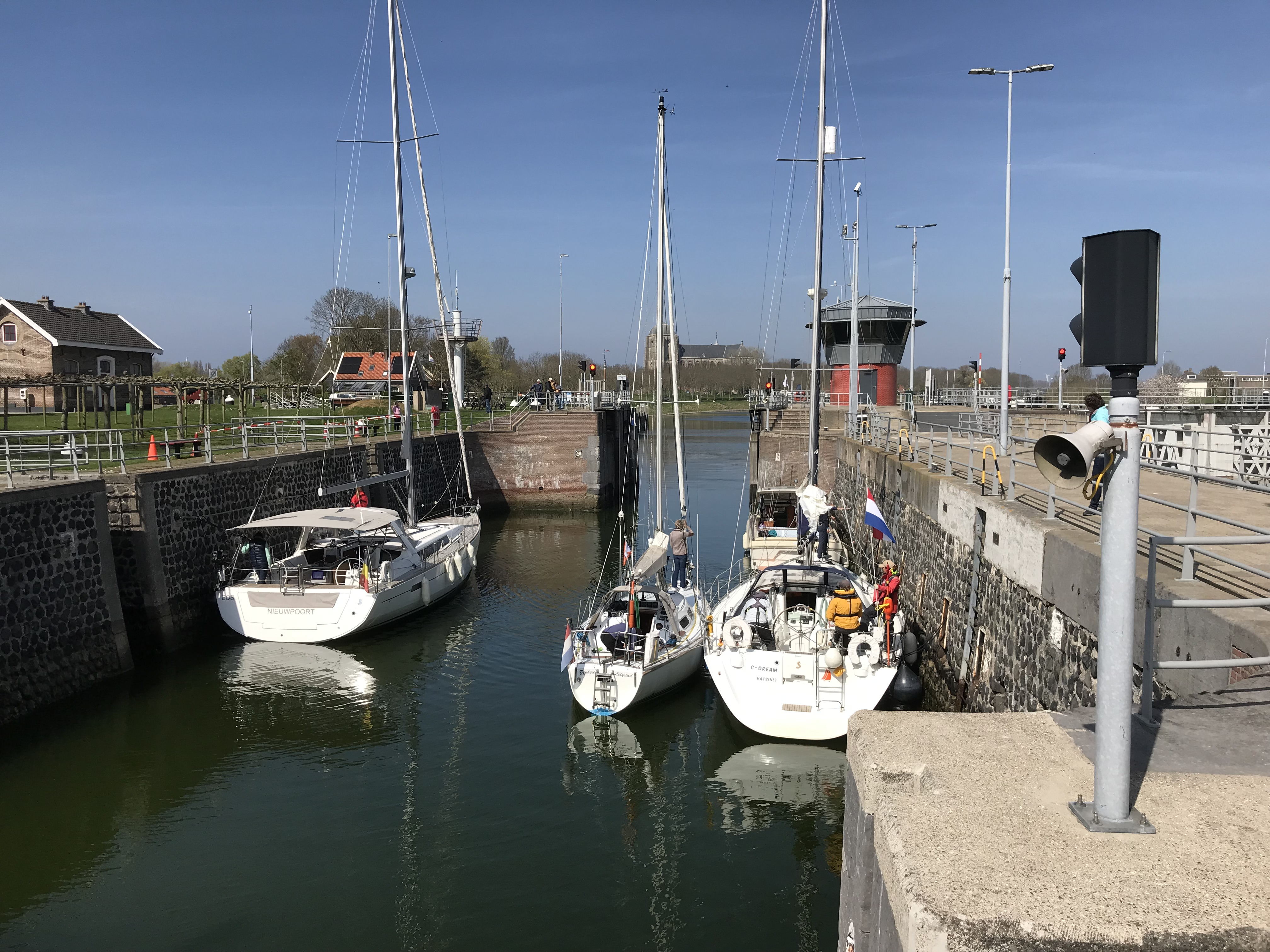
De kleine sluis richting Veerse Meer
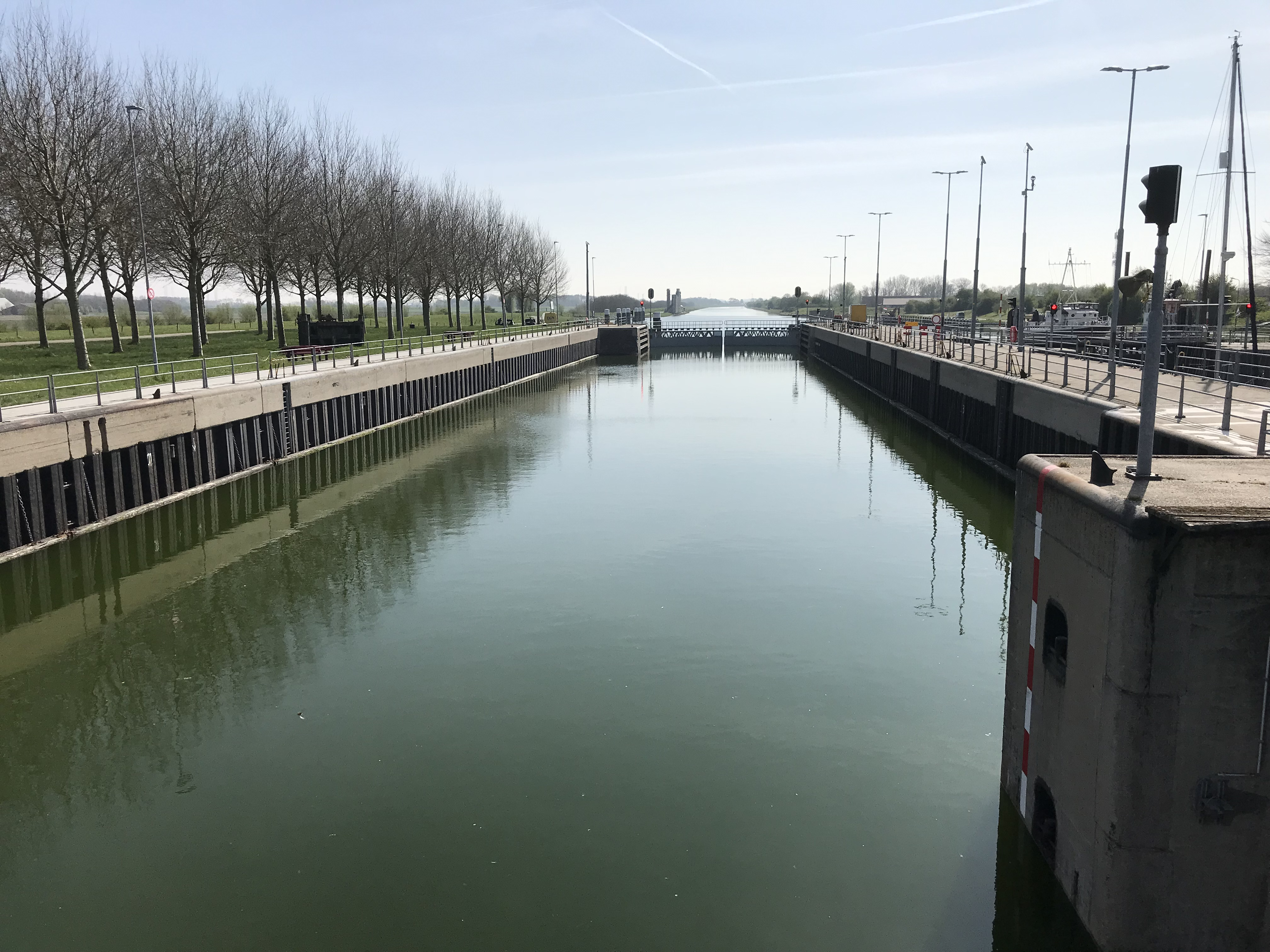
Grote kolk richting Middelburg
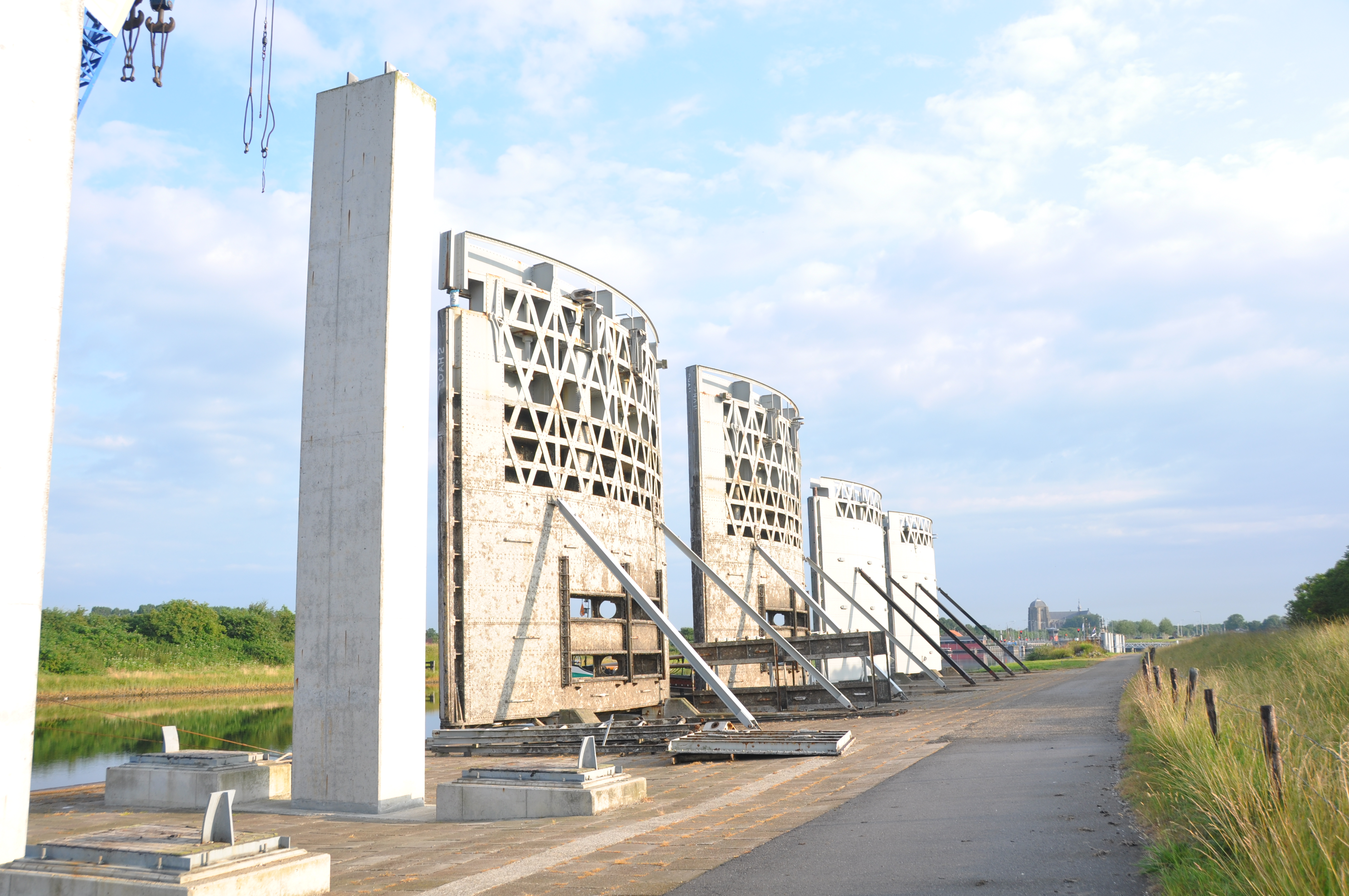
De reservedeuren op de wal aan de binnenkant van de sluis
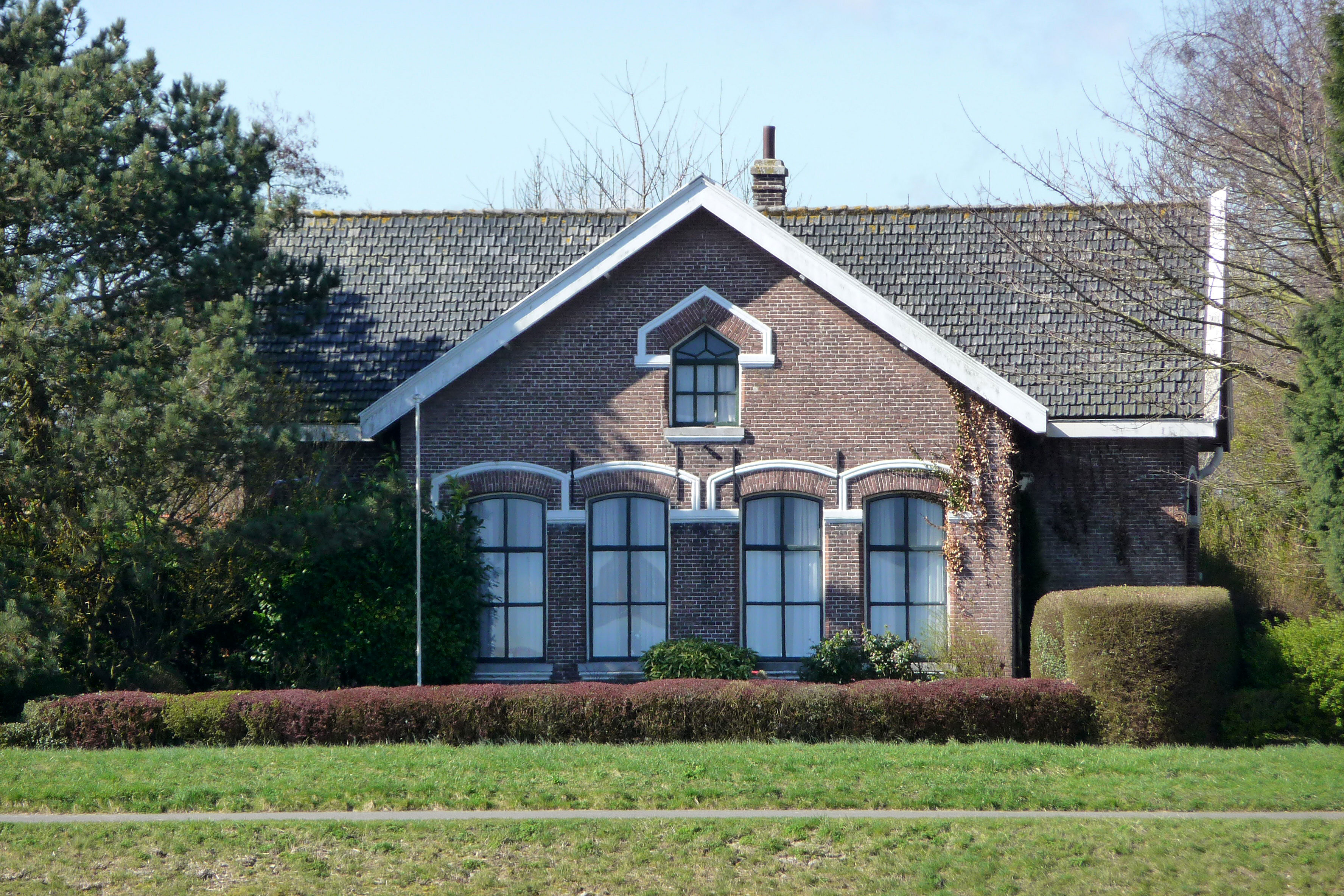
Sluismeesterswoning, in 1872 gebouwd
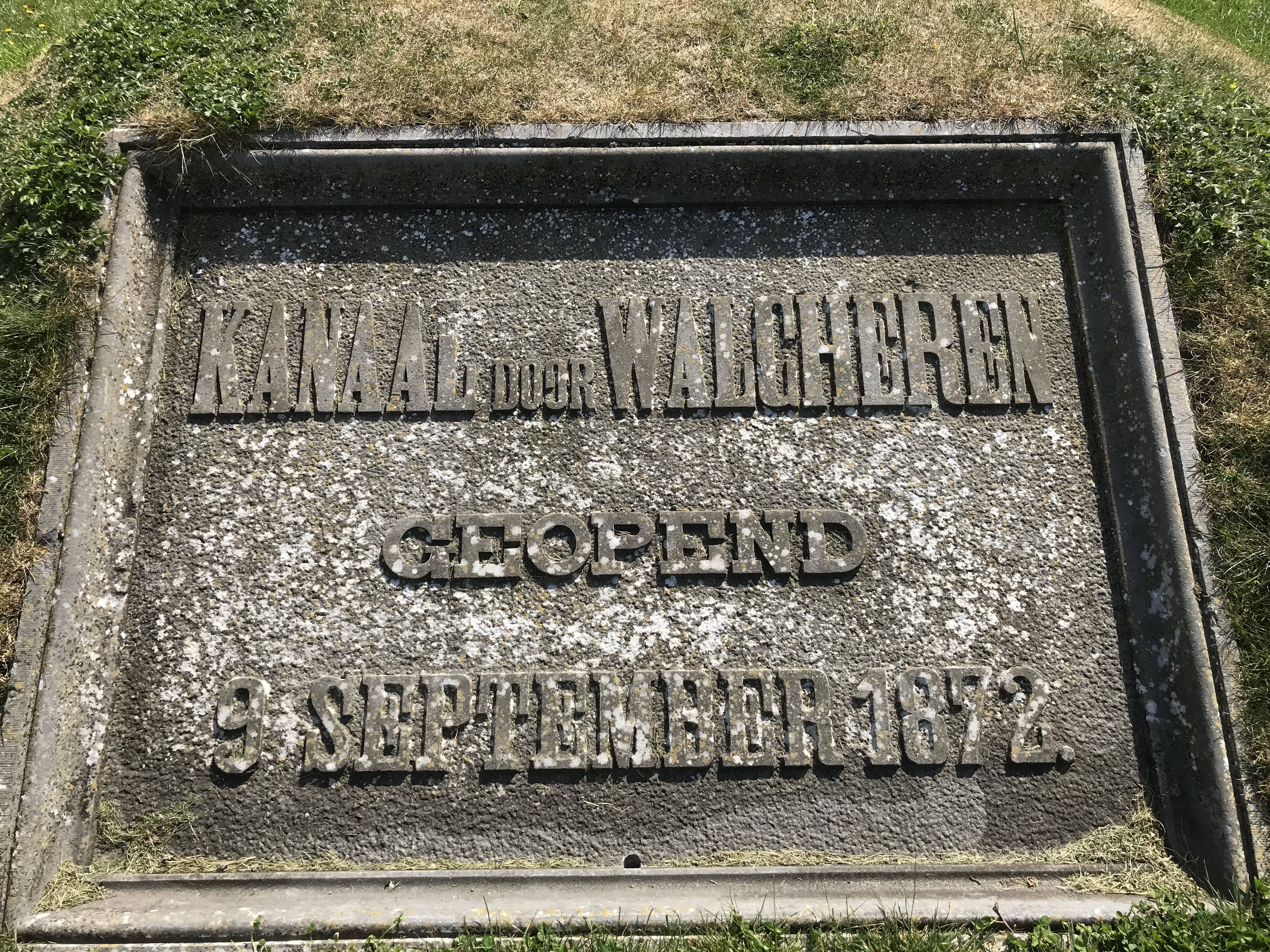
Gedenksteen bij de sluis

## Rijksmonunumenten
De "Kleine Sluis" heeft de status Rijksmonument. Bij de sluis zijn een aantal rijksmonumenten die een relatie hebben met de sluis:
- Rijksmonument Voetgangersbrug naar de woningen voor sluisknechten in Veere
- Rijksmonument Kantoor sluismeester en wachthuis sluisknechten in Veere
- Rijksmonument Sluismeesterswoning in Veere
- Rijksmonument Wachthuis bij kleine schutsluis
- Rijksmonument Loods bij kleine schutsluis
- Rijksmonument Kleine loods bij kleine schutsluis
- Rijksmonument Kleine Sluis